# الجرشي (يهر)

تعديل مصدري - تعديل

الجرشي هي إحدى قرى عزلة يهر بمديرية يهر التابعة لمحافظة لحج، بلغ تعداد سكانها 156 نسمة حسب تعداد اليمن لعام 2004.